# Luis Manuel de Pando y Sánchez
Luis Manuel de Pando y Sánchez (Ciudad Rodrigo, 18 de octubre de 1844-Madrid, 16 de enero de 1927) fue un general y senador español. 

## Biografía
En 1861 se convirtió en cadete en la Academia de Artillería y en 1862 ingresó en la Academia de Ingenieros Militares del ejército, siendo promovido a teniente en 1867 y destinado al regimiento de zapadores. Formó parte de una columna de operaciones en Cataluña, pasando luego al distrito de Valencia, cuya capital se había insurreccionado, y concurrió al ataque y toma de la misma. 
En 1870, a petición propia, fue destinado al batallón de ingenieros de Cuba e inmediatamente entró en operaciones de campaña, distinguiéndose notablemente; posteriormente, como jefe de una contraguerrilla, asistió a muchos hechos de armas, siendo premiado con el empleo de comandante por las operaciones realizadas, y posteriormente con el grado de teniente coronel por sus méritos en las acciones de Tempú, Charco-Redondo y Jaquecito. Fue herido en combate en la campaña en las montañas de Tempú y Gota Blanca el 5 de noviembre de 1870.
También por méritos de guerra se le concedió el grado de coronel y en 1871 pasó al departamento central, tomando parte en las acciones de Sao de Miranda, Barrameda y muy especialmente en la de la Estacada, en la que dirigió una de las columnas de ataque y donde cogió por su mano una bandera al enemigo. Entre 1872 y 1873 construyó la línea telegráfica de Guaimarón a las minas de Rompe y los fuertes de Joraleo; hizo el estudio y el proyecto de la trocha del Bagá a la Zanja, de cuyos trabajos fue luego encargado.
El 16 de noviembre de 1872, sobre la base de su valor en las batallas en el Arroyo Salado, en la provincia de Oriente y en Charco Redondo, fue ascendido al rango de teniente coronel. Continuó sus operaciones en casi toda la isla, bajo el mando del brigadier Martínez Campos, participando en aquellos años en 65 batallas, 
De regreso a la península, participó en las Guerras Carlistas bajo el mando del general Fajardo en el Ejército del Norte; se distinguió notablemente en esas batallas, y se hizo cargo de las posiciones de los carlistas en Monte Esquinza, San Cristóbal, Lorca y Lácar; por esa razón, fue nominado a la Cruz de San Fernando, y ascendido al grado de coronel del Ejército del campo de batalla por Alfonso XII. En Cataluña tomó el castillo de Mirabent y la ciudad de Morella; conquistó Cantavieja y Puigcerdá y ordenó el ataque a Seo de Urgell.
El 11 de agosto de 1875, bajo el mando del General Martínez Campos, dirigió el asalto a Solsona, campaña que supuso el final de las Guerras Carlistas. Fue condecorado con el rango de general de brigada; se convirtió en parte de los Jefes de Estado Mayor de los Generales del Ejército, cuando aún no tenía treinta años; era el general más joven del ejército español.
En 1877 se fue a Cuba, y bajo las órdenes del general Martínez Campos particicpó en las operaciones en Guáimaro y Guantánamo. Fue nombrado gobernador civil y el comandante general de la provincia de Pinar de Río. En 1879 asumió el mando de una brigada en los Departamentos de Holguín y Tunas y fue capaz de lograr la rendición de los jefes cubanos Peralta y Guerra. El General fue galardonado con la Gran Cruz de Isabel la Católica.
El 30 de junio de 1880 fue nombrado Mariscal de Campo. En 1881, mientras se encontraba en La Habana, el general Pando hizo varios viajes a los Estados Unidos con el fin de reunirse con el por entonces candidato a presidente de los Estados Unidos, Grover Cleveland; el objetivo era lograr algo que satisfacía a Cuba, a los cubanos, a los Estados Unidos y España. 
A finales de 1881, Pando fue nombrado comandante general y gobernador civil de la provincia de Santiago de Cuba, cargo que ocupó hasta mayo de 1885, cuando regresó a la península. Entre 1886 y 1898 fue elegido para el cargo de diputado de las Cortes para las provincias de Pinar del Río y Santiago de Cuba. En 1891 fue ascendido a Teniente General, sobre la base de su antigüedad en el servicio. 
El 30 de agosto de 1902 pasó a desempeñar el cargo de director de la Guardia Civil, hasta el 23 de julio de 1903. Por sus logros a lo largo de su carrera, fue galardonado con la Gran Cruz del Mérito Militar.